# 24 Horas de Le Mans de 1951
As 24 Hours of Le Mans de 1951 foi o 19º grande prêmio automobilístico das 24 Horas de Le Mans, tendo acontecido nos dias 23 e 24 de junho 1951 em Le Mans, França no autódromo francês, Circuit de la Sarthe.

## Resultados Finais
| Pos    | Class | Nº | Equipe                            | Pilotos                              | Chassis                            | Motor                      | Voltas |
| ------ | ----- | -- | --------------------------------- | ------------------------------------ | ---------------------------------- | -------------------------- | ------ |
| 1      | S 5.0 | 20 | Peter Walker                      | Peter Walker Peter Whitehead         | Jaguar XK-120C                     | Jaguar 3.4L I6             | 267    |
| 2      | S 5.0 | 9  | Pierre Meyrat                     | Pierre Meyrat Guy Mairesse           | Talbot-Lago T26 GS                 | Talbot-Lago 4.5L I6        | 258    |
| 3      | S 3.0 | 26 | Aston Martin Ltd.                 | Lance Macklin Eric Thompson          | Aston Martin DB2                   | Aston Martin 2.6L I6       | 257    |
| 4      | S 5.0 | 10 | Pierre Levegh                     | Pierre Levegh René Marchand          | Talbot-Lago Monoplace Decalee      | Talbot-Lago 4.5L I6        | 256    |
| 5      | S 3.0 | 25 | Aston Martin Ltd.                 | George Abecassis Brian Shawe-Taylor  | Aston Martin DB2                   | Aston Martin 2.6L I6       | 255    |
| 6      | S 5.0 | 19 | Donald Healey Motor Company       | Tony Rolt Duncan Hamilton            | Nash-Healey Sport Coupe            | Nash 3.8L V8               | 255    |
| 7      | S 3.0 | 24 | Aston Martin Ltd.                 | Reg Parnell David Hampshire          | Aston Martin DB2                   | Aston Martin 2.6L I6       | 252    |
| 8      | S 5.0 | 15 | Luigi Chinetti                    | Luigi Chinetti Jean Lucas            | Ferrari 340 America Barchetta      | Ferrari 4.1L V12           | 246    |
| 9      | S 3.0 | 29 | Norbert Jean Mahé                 | Norbert Jean Mahé Jacques Péron      | Ferrari 212 Export                 | Ferrari 2.6L V12           | 244    |
| 10     | S 3.0 | 28 | N.H. Mann                         | Nigel Mann Mortimer Morris-Goodall   | Aston Martin DB2                   | Aston Martin 2.6L I6       | 236    |
| 11     | S 3.0 | 21 | Robert Lawrie                     | Robert Lawrie Ivan Waller            | Jaguar XK-120C                     | Jaguar 3.4L I6             | 236    |
| 12     | S 2.0 | 33 | Scuderia Ambrosiana               | Don Giovanni Lurani Giovanni Bracco  | Lancia Aurelia B20 GT              | Lancia 2.0L V6             | 235    |
| 13     | S 3.0 | 27 | P.T.C. Clark                      | Peter Clark James Scott-Douglas      | Aston Martin DB2                   | Aston Martin 2.6L I6       | 233    |
| 14     | S 2.0 | 35 | Automobiles Frazer Nash Ltd.      | Eric Winterbottom John Marshall      | Frazer Nash Le Mans Replica        | Bristol 2.0L I6            | 232    |
| 15     | S 2.0 | 32 | Luigi Chinetti                    | Yvonne Simon Betty Haig              | Ferrari 166MM Berlinetta           | Ferrari 2.0L V12           | 231    |
| 16     | S 3.0 | 31 | Charles Moran Jr.                 | Charles Moran Jr. Franco Cornacchia  | Ferrari 212 Export                 | Ferrari 2.6L V12           | 227    |
| 17     | S 5.0 | 11 | André Chambas                     | André Morel André Chambas            | Talbot-Lago Gran Sport Barchetta   | Talbot-Lago 4.5L I6        | 226    |
| 18     | S 8.0 | 4  | Briggs Cunningham                 | Phil Walters John Fitch              | Cunningham C2-R                    | Chrysler 5.5L V8           | 223    |
| 19     | S 2.0 | 34 | M.P. Trevelyan                    | Richard Stoop Peter Wilson           | Frazer Nash Mille Miglia           | Bristol 2.0L I6            | 217    |
| 20     | S 1.1 | 46 | Porsche KG                        | Auguste Veuillet Edmond Mouche       | Porsche 356/4 SL Coupe             | Porsche 1.1L Flat-4        | 210    |
| 21     | S 1.1 | 48 | Automobiles Deutsch et Bonnet     | René Bonnet Élie Bayol               | DB                                 | Panhard 0.9L Flat-2        | 206    |
| 22     | S 5.0 | 14 | H.S.F. Hay                        | H.S.F. Hay Tommy Clarke              | Bentley Corniche                   | Bentley 4.3L I6            | 204    |
| 23     | S 1.5 | 66 | Marcel Becquart                   | Marcel Becquart Gordon Wilkins       | Jowett Jupiter R1 (Prototype)      | Jowett 1.5L Flat-4         | 203    |
| 24     | S 750 | 50 | Team Renault                      | Francois Landon André Briat          | Renault 4CV                        | Renault 0.7L I4            | 197    |
| 25     | S 750 | 60 | Ets. Monopole                     | Jean de Montrémy Jean Hémard         | Monopole X84                       | Panhard 0.6L FLat-2        | 194    |
| 26     | S 750 | 61 | Raymond Gaillard                  | Raymond Gaillard Pierre Chancel      | Panhard Dyna X84                   | Panhard 0.6L Flat-2        | 190    |
| 27     | S 750 | 54 | Jacques Lecat                     | Jacques Lecat Henri Senftleben       | Renault 4CV                        | Renault 0.7L I4            | 184    |
| 28     | S 750 | 58 | Auguste Lachaize                  | Jean-Paul Colas Robert Schollmann    | Callista RAN D120                  | Panhard 0.6L Flat-2        | 183    |
| 29     | S 750 | 53 | Just-Emile Vernet                 | Just-Emile Vernet Jean Pairard       | Renault 4CV                        | Renault 0.7L I4            | 181    |
| 30     | S 750 | 56 | Automobiles Deutsch et Bonnet     | Michel Arnaud Louis Pons             | DB                                 | Panhard 0.6L Flat-2        | 179    |
| 31 DNF | S 8.0 | 2  | S.H. Allard                       | Peter Reece Alfred Hitchings         | Allard J2                          | Cadillac 5.4L V8           | ?      |
| 32 DNF | S 750 | 51 | Team Renault                      | Jean-Louis Rosier Jean Estager       | Renault 4CV                        | Renault 0.7L I4            | 194    |
| 33 DNF | S 750 | 57 | Louis Eggen                       | Louis Eggen André Beaulieux          | DB                                 | Panhard 0.7L Flat-2        | 184    |
| 34 DNF | S 750 | 52 | Team Renault                      | Jean Sandt Paul Moser                | Renault 4CV                        | Renault 0.7L I4            | 177    |
| 35 DNF | S 8.0 | 1  | S.H. Allard                       | Sydney Allard Tom Cole Jr.           | Allard J2                          | Cadillac 5.4L V8           | 134    |
| 36 DNF | S 1.1 | 45 | Roger Caron                       | Roger Caron André Guillard           | Simca Huit Sport                   | Simca 1.1L I4              | 133    |
| 37 DNF | S 5.0 | 17 | Bill Spear                        | William Spear Johnny Claes           | Ferrari 340 America Barchetta      | Ferrari 4.1L V12           | 132    |
| 38 DNF | S 1.5 | 37 | Equipe Gordini                    | Pierre Veyron Georges Monneret       | Simca-Gordini T15S                 | Gordini 1.5L I4            | 130    |
| 39 DNF | S 5.0 | 7  | Henri Louveau                     | José Froilán González Onofre Marimón | Talbot-Lago T26 GS                 | Talbot-Lago 4.5L I6        | 128    |
| 40 DNF | S 5.0 | 18 | E.R. Hall                         | Eddie Hall Giuseppe Navone           | Ferrari 340 America Barchetta      | Ferrari 4.1L V12           | 125    |
| 41 DNF | S 8.0 | 5  | Briggs Cunningham                 | George Rand Fred Wacker, Jr.         | Cunningham C2-R                    | Chrysler 5.5L V8           | 98     |
| 42 DNF | S 5.0 | 6  | Louis Rosier                      | Louis Rosier Juan Manuel Fangio      | Talbot-Lago T26 GS                 | Talbot-Lago 4.5L I6        | 92     |
| 43 DNF | S 5.0 | 22 | Stirling Moss                     | Stirling Moss Jack Fairman           | Jaguar XK-120C                     | Jaguar 3.4L I6             | 92     |
| 44 DNF | S 5.0 | 62 | Henry Leblanc                     | Henry Leblanc Robert Bertrand        | Delahaye 135CS                     | Delahaye 3.6L I6           | 88     |
| 45 DNF | S 1.5 | 43 | George Phillips                   | George Phillips Alan Rippon          | MG TD                              | MG 1.3L I4                 | 80     |
| 46 DNF | S 1.5 | 40 | Equipe Gordini                    | Jose Scaron Aldo Gordini             | Simca-Gordini T15S                 | Gordini 1.5L I4            | 77     |
| 47 DNF | S 8.0 | 3  | Briggs Cunningham                 | Briggs Cunningham George Huntoon     | Cunningham C2-R                    | Chrysler 5.5L V8           | 76     |
| 48 DNF | S 2.0 | 64 | René Bouchard                     | René Bouchard Lucien Farnaud         | Ferrari 166MM Barchetta            | Ferrari 2.0L V12           | 75     |
| 49 DNF | S 5.0 | 23 | Clemente Biondetti Leslie Johnson | Clemente Biondetti Leslie Johnson    | Jaguar XK-120C "Biondetti Special" | Jaguar 3.4L I6             | 50     |
| 50 DNF | S 1.5 | 39 | Equipe Gordini                    | Maurice Trintignant Jean Behra       | Simca-Gordini T15S                 | Gordini 1.5L I4            | 49     |
| 51 DNF | S 1.5 | 41 | Jowett Cars Ltd.                  | Tommy Wisdom Tommy Wise              | Jowett Jupiter R1                  | Jowett 1.5L Flat-4         | 48     |
| 52 DNF | S 750 | 59 | Crosley                           | George Schrafft Phil Stiles          | Crosley Hotshot Sport              | Crosley 0.7L I4            | 40     |
| 53 DNF | S 750 | 49 | Jacques Poch                      | Jacques Poch Maurice Vaselle         | Aero Minor                         | Aero 0.7L I2 (2-Stroke)    | 40     |
| 54 DNF | S 750 | 55 | Satecmo                           | Georges Claude Pierre Clause         | Renault 4CV                        | Renault 0.7L I4            | 38     |
| 55 DNF | S 5.0 | 8  | Eugène Chaboud                    | Eugène Chaboud Lucien Vincent        | Talbot-Lago T26 GS                 | Talbot-Lago 4.5L I6        | 33     |
| 56 DNF | S 5.0 | 16 | Luigi Chinetti                    | Pierre-Louis Dreyfus Louis Chiron    | Ferrari 340 America Barchetta      | Ferrari 4.1L V12           | 29     |
| 57 DNF | S 1.5 | 38 | Equipe Gordini                    | Robert Manzon André Simon            | Simca-Gordini T15S                 | Gordini 1.5L I4            | 26     |
| 58 DNF | S 5.0 | 12 | Ets. Delettrez                    | Jean Delettrez Jacques Delettrez     | Delettrez Diesel                   | Delettrez 4.5L I6 (Diesel) | 24     |
| 59 DNF | S 1.5 | 42 | Jowett Cars Ltd.                  | Bert Hadley Charles Goodacre         | Jowett Jupiter R1                  | Jowett 1.5L Flat-4         | 19     |
| 60 DNF | S 3.0 | 30 | Johnny Claes                      | Jean Larivière André Guelfi          | Ferrari 212 Export C               | Ferrari 2.6L V12           | 5      |

Legenda :DNQ = Não largou - DNF = Abandono - NC = Não classificado - DSQ= Desqualificado